# Martha Boto
Martha Boto (Buenos Aires, 27 de desembre de 1925 - París, 13 d'octubre del 2004) va ser una artista argentina i co-fundadora del Grupo de Artistas no Figurativos. Va rebre la seva formació a l'Escola Nacional de Belles arts i a l'Escola Superior de Belles arts Ernésto de la Cárcova de Buenos Aires, on va diplomar-se el 1950. En els anys 1950 comença a participar en diverses exposicions i mostres. Va formar part de la tradició del construccionisme sud-americà. Va ser coneguda per les seves "recerques liderades sobre el principi de repetició al món de la reflexió". És considerada una pionera de l'art cinètic i programat. Boto buscava un art capaç de despertar diferents emocions, reaccions psicològiques d'alegria i tensió, un art que pugui convertir-se en una medicina per a l'esperit.

## Obres exposades
- Contracción y expansión de líneas, 1964, aparato en movimiento-luz.
- Vibraciones en permanencia, 1965, aparato eléctrico movimiento-luz, 90 x 90 x 60 cm.
- Intersecciones luminosas, 1965, aparato eléctrico movimiento-luz, 60x 60 x 45 cm
- Microluz, 1965, aparato movimiento-luz, 65 x 65 x 30 cm.
- Estructura óptica, 1962, plexiglas, 90 x x45 x 45 cm.[6]

## Exposicions individuals
- 1952 - Galería Van Riel, Buenos Aires, Argentina.
- 1953 - Galería Van Riel, Buenos Aires, Argentina.
- 1954 - Galería Krayd, Buenos Aires, Argentina.
- 1955 - Galería Krayd, Buenos Aires, Argentina.
- 1956 - Galería Galatea, Buenos Aires, Argentina.
- 1957 - Estímulo de Bellas Artes, Buenos Aires, Argentina.
- 1958 - Galería H, Buenos Aires, Argentina.
- 1958 - Galería H, Buenos Aires, Argentina.
- 1964 - Maison des Beaux-Arts, C.R.O.U.S., París, Francia.
- 1969 - Galerie Denise René, París, Francia.
- 1976 - Centre d'Action Culturelle Les Gémeaux, París, Francia.
- 1993 - Espace Bateau Lavoir, París, França.
- 1996 - Galerie Argentine, París, França.
- 1997 - Saint-Lambert Post Office, París, França.
- 1998 - The Eye's Pop: Op Art, Albright-Knox Art Gallery, Buffalo, Estats Units.
- 2003 - Geometrías Heterodoxas, Museo de Arte Moderno de la Ciudad de Buenos Aires, Buenos Aires, Argentina.
- 2004 - Moving Parts: Forms of the Kinetic, Museum Tinguely, Basel, Switzerland; Kunsthaus, Gras, Austria.[7]
- 2006 - Contact Le cyber Cosmos de Boto et Vardanega, Sicardi Gallery